# Linea 3 bis
La linea 3 bis, contraddistinta dal colore turchese, è la più breve della metropolitana parigina. Si estende per soli 1,3 km ed è stata costruita a un livello molto profondo, basti pensare che le stazioni Pelleport, Saint-Fargeau e Porte des Lilas si trovano a una profondità che varia dai 19 ai 25 metri sotto terra. Motivo per cui le banchine di queste sono raggiungibili solamente tramite ascensore. A causa della sua lunghezza e del traffico passeggeri limitato, la linea è servita da treni composti da sole tre carrozze modello MF 67.
Nel 2009 la linea 3 bis, insieme alla 7 bis, era una delle uniche due linee della metropolitana parigina a non essere dotate di tabelloni elettronici noti come SIEL (Système d'Information En Ligne). Tali tabelloni vennero installati tra la fine del 2009 e l'inizio del 2010. A differenza degli altri tabelloni utilizzati sulle restanti linee, su tali linee viene indicato solamente il treno successivo anziché i successivi due

## Storia

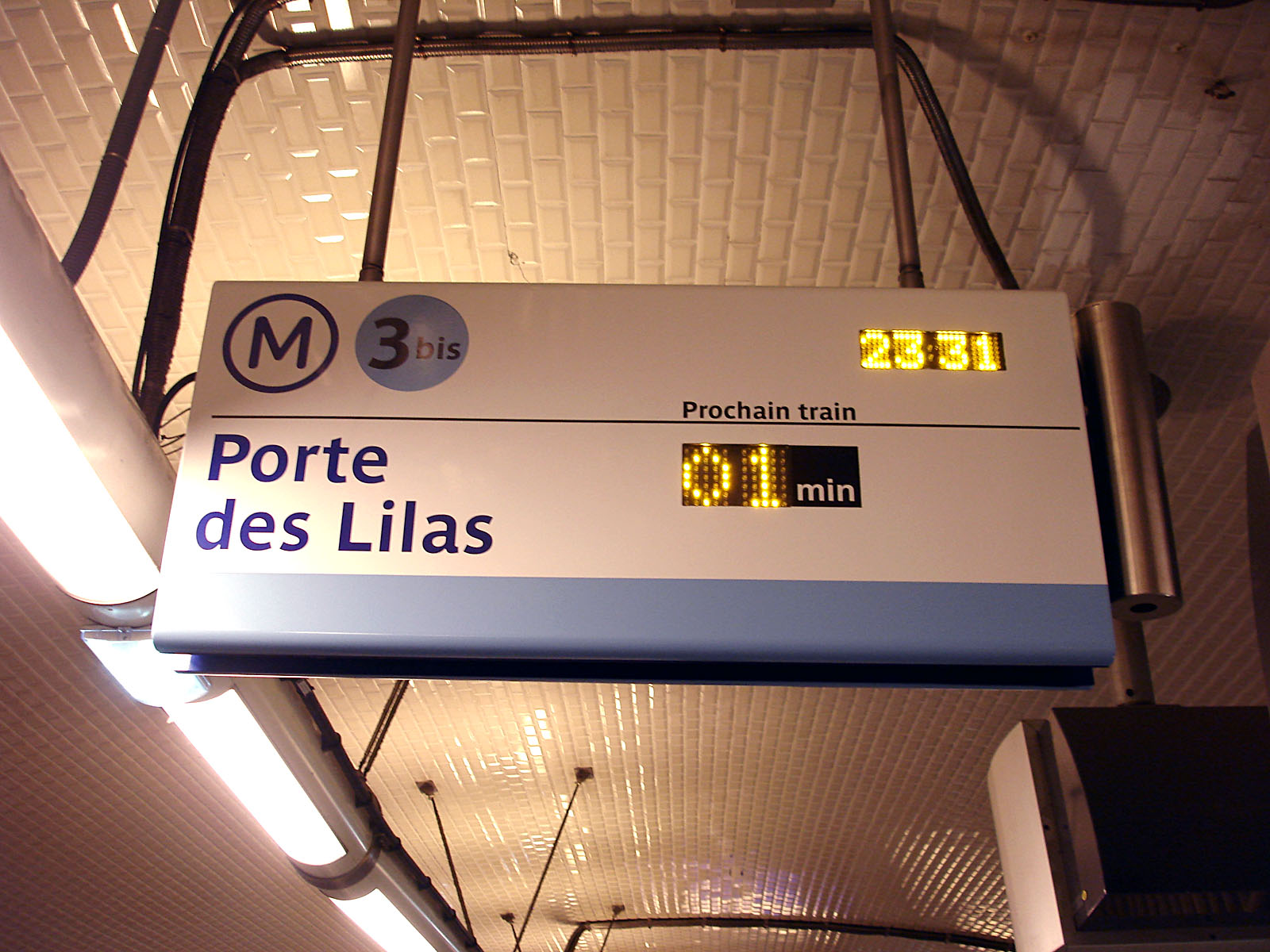
Un tabellone elettronico SIEL presso la stazione Gambetta

Il 13 marzo 1903 il Consiglio di Parigi concesse alla Compagnie du chemin de fer métropolitain de Paris (CMP) il diritto di costruire una seconda linea metro, in aggiunta alla linea 1. Il 19 ottobre 1904 venne aperta la prima sezione della linea 3 tra Villiers e Père Lachaise. Successivamente, il 25 gennaio 1905, la linea prolungata fino alla stazione di Gambetta. Altri prolungamenti vennero aperti tra il 1910 e 1911: in questo modo la linea arrivò fino a Porte de Champerret.

### Il prolungamento fino a Porte des Lilas
Tra i vari progetti sulle linee metropolitane di Parigi presentati da Fulgence Bienvenüe il 4 dicembre 1901, vi era anche la diramazione della linea 3 da Gambetta fino a Romainville (l'attuale Porte des Lilas). Vi era inoltre lo studio di un prolungamento di questo troncone oltre Romainville fino all'interscambio con la linea 7 (l'attuale 7 bis) per ulteriori 2,1 km ma i lavori sarebbero stati resi difficili a causa della natura del terreno, ritenuto instabile e saturo di acqua per via della presenza del lago Saint-Fargeau (oggi non più esistente).
I lavori erano quasi terminati allo scoppio della prima guerra mondiale, durante la quale furono interrotti. Al termine della guerra, tuttavia, essi non vengono ripresi immediatamente, in quanto la città di Parigi non aveva fornito alla CMP i fondi che ne avrebbero permesso il completamento. I lavori ripresero nel 1920 e si conclusero con l'apertura del troncone il 27 novembre 1921. Per quanto concerne l'idea del collegamento con la linea 7, il progetto fu abbandonato e venne istituita una navetta per collegare le due linee. Tale navetta fu inaugurata in contemporanea con l'apertura del prolungamento.

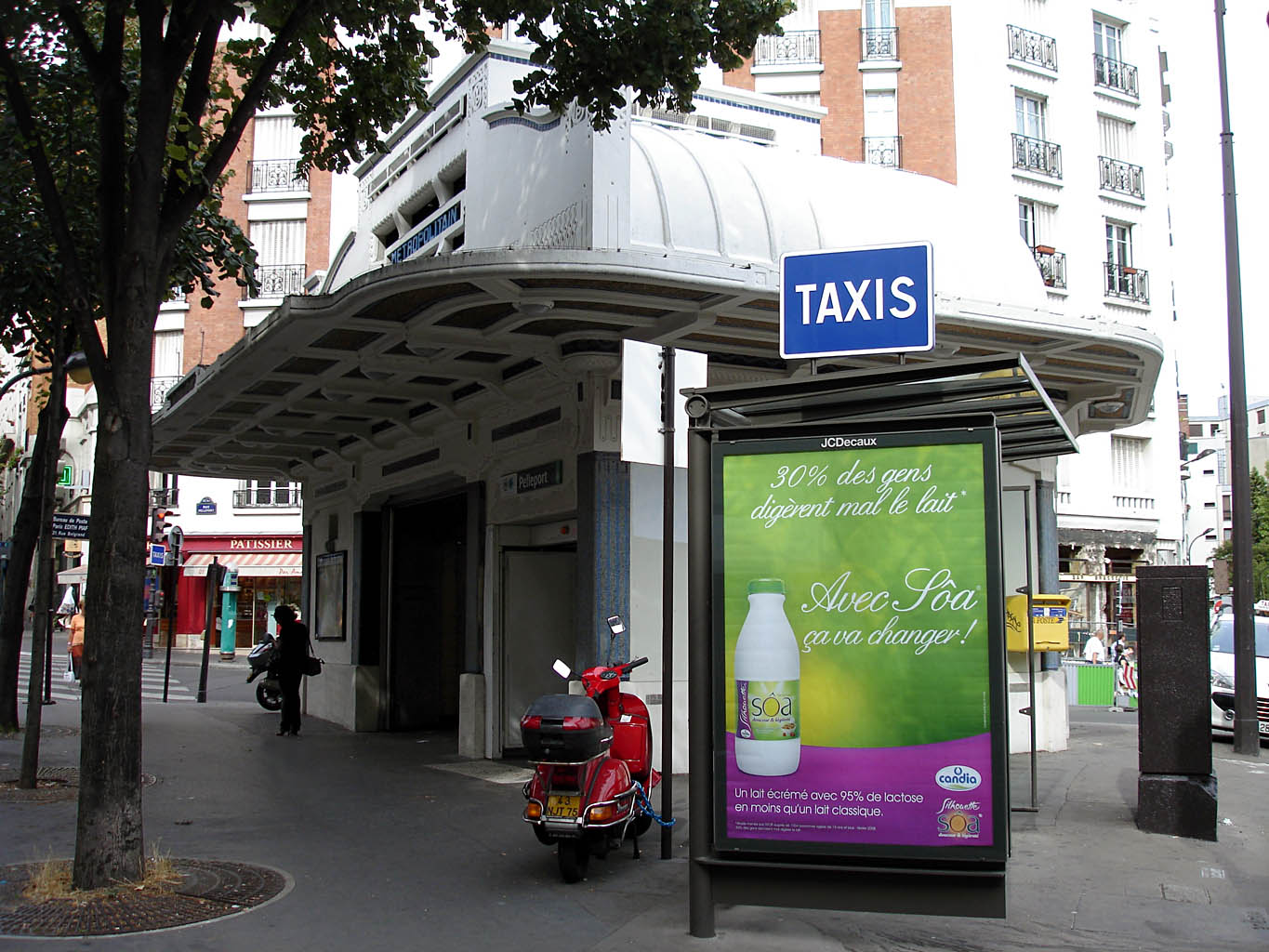
L'ingresso della stazione Pelleport

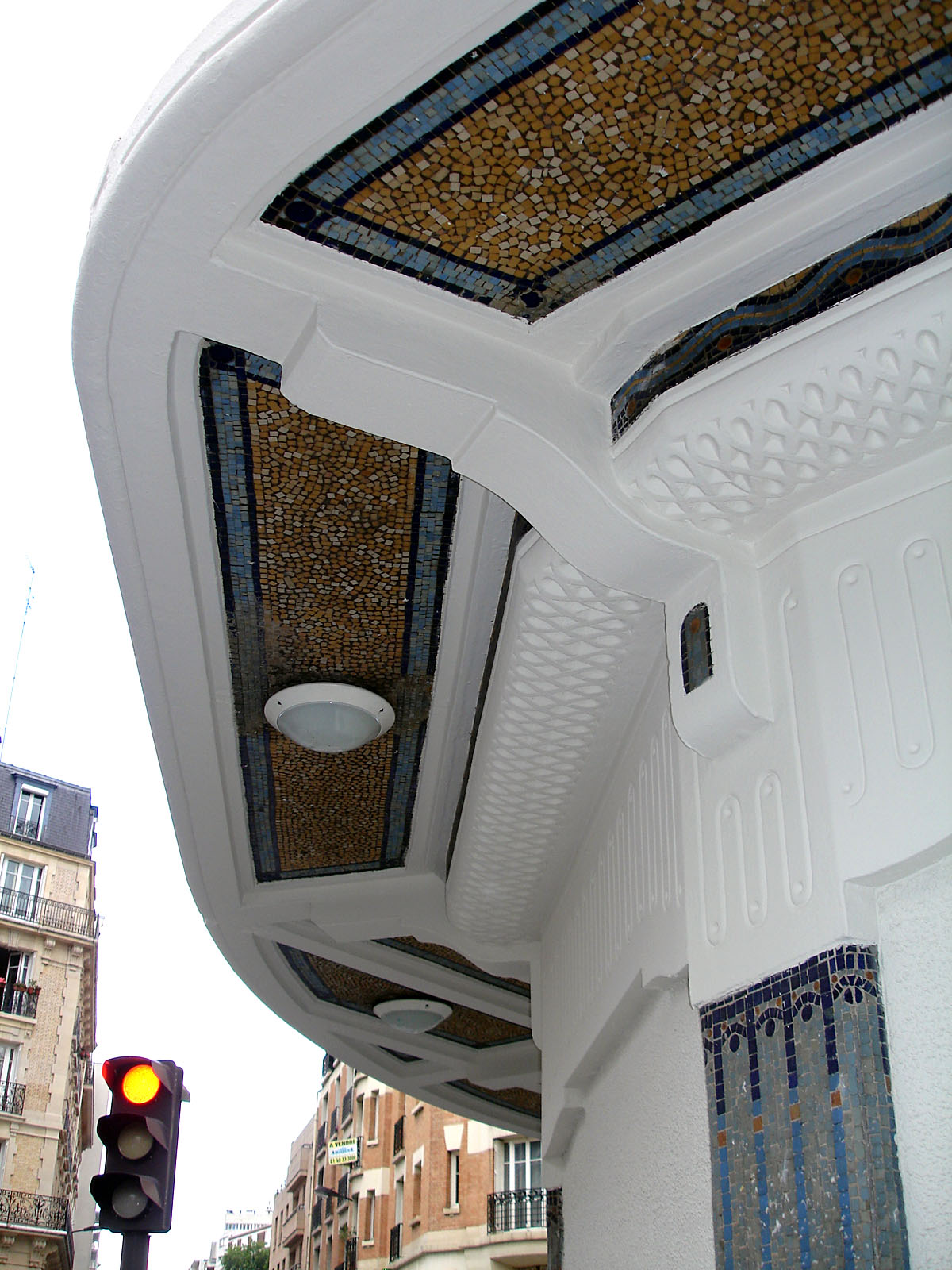
Particolare dell'ingresso della stazione di Saint-Fargeau

La navetta cesserà di essere utilizzata durante la seconda guerra mondiale, il 3 settembre 1939.

### La creazione della 3 bis
Nel corso degli anni '60, vi era una forte richiesta di mezzi pubblici nella zona di Porte de Bagnolet, fino ad allora scarsamente servita. Si decise, quindi, di estendere la linea 3 da Gambetta fino alla zona, rinunciando in questo modo al troncone da Gambetta a Porte des Lilas. Questa parte di linea non venne abbandonata ma si decise che avrebbe costituito una nuova linea: la 3 bis.
In quest'occasione, la stazione Gambetta, precedentemente costituita da due mezze stazioni, fu profondamente rinnovata: la sezione meridionale fu demolita mentre quella settentrionale fu reimpiegata come stazione capolinea della nuova linea 3 bis. Furono inoltre create nuove piattaforme sulla linea 3 e nella stazione di Martin Nadaud, che si trovava a soli 235 metri dalla vecchia stazione Gambetta, la quale venne chiusa.
La nuova stazione Gambetta fu aperta il 23 agosto 1969, mentre la linea 3 bis rimase chiusa fino al 27 marzo 1971; il prolungamento fino a Bagnolet venne aperto il 2 aprile 1971.
Sulla 3 bis è presente un comando centralizzato, predisponendola quindi per l'utilizzo di treni driverless; tuttavia, a causa del suo traffico passeggeri limitato, essi non sono utilizzati.

## Stazioni

Rappresentazione grafica

Nell'elenco che segue, a fianco a ogni stazione, sono indicati i servizi presenti e gli eventuali interscambi ferroviari:
| Fermata         | Apertura | Interscambi | Note |
| --------------- | -------- | ----------- | ---- |
| Porte des Lilas | 1921     |             |      |
| Saint-Fargeau   | 1921     |             |      |
| Pelleport       | 1921     |             |      |
| Gambetta        | 1921     |             |      |

## Materiale rotabile
Fino al 1971, il materiale rotabile utilizzato su questa linea era lo stesso della linea 3. Successivamente, fino al luglio 1981 vennero utilizzati i treni Sprague-Thomson. Dopo quella data, sulla linea vengono utilizzati i treni modello MF 67; i treni sono stati rinnovati tra il 1995 e il 1999. A causa della bassa frequentazione della linea, i treni sono composti da tre casse. Gli stessi treni vengono anche utilizzati sulla linea 9.

### Depositi e officine

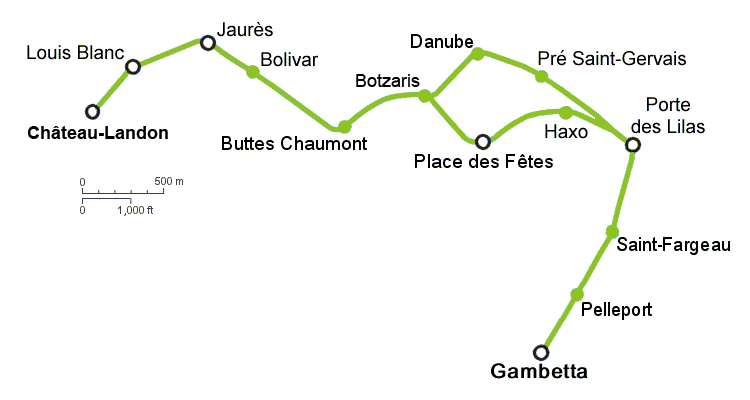
Mappa di una futura unione delle linee 3 bis e 7 bis in un'unica linea.

Il deposito della linea 3 bis si trova, insieme a quello della linea 3, nei pressi della stazione Gambetta, presso il deposito chiamato Saint-Fargeau. Per quanto riguarda, invece, la manutenzione dei treni, questa viene effettuata presso le officine Choisy.

## Futuro
Il futuro della linea 3 bis è legato anche a quella della 7 bis, in quanto vi è un progetto che prevede l'unione delle due linee per formare un'unica linea, che diventerebbe la linea 15. La creazione della linea prevede due fasi:
- il collegamento delle due linee tramite il tunnel ferroviario della navetta che fino al 1939 collegava le due linee;
- il prolungamento fino a Château-Landon.

Con l'unione delle due linee, la stazione Haxo, costruita ma mai utilizzata, verrebbe ammodernata e finalmente aperta.